# Tommy Anderson (Eishockeyspieler)
Thomas Linton „Tommy“ Anderson (* 9. Juli 1911 in Edinburgh, Schottland, Großbritannien; † 15. September 1971) war ein kanadischer Eishockeyspieler (Verteidiger) und -trainer, der von 1934 bis 1942 für die Detroit Red Wings und New York Americans bzw. Brooklyn Americans in der National Hockey League spielte.

## Karriere
Geboren in Schottland, wuchs er in Calgary auf. Er spielte bei den Philadelphia Arrows in der Canadian-American Hockey League.
In der Saison 1934/35 spielte er teilweise bei den Detroit Red Wings in der NHL und in der IHL bei den Detroit Olympics, mit denen er auch den Titel gewinnen konnte. Für die Saison 1935/36 wurde er an die New York Americans verkauft. In den sieben Jahren mit den Americans erzielte er als Verteidiger vier Mal mehr als zehn Tore. Mit seinem Team hatte er wenig Erfolg, zählte aber zu den starken Verteidigern der Liga. Seine beste Saison hatte er 1941/42. Als wertvollster Spieler der Liga wurde er mit der Hart Memorial Trophy ausgezeichnet. Nach der Saison stellten die Americans den Spielbetrieb ein und Anderson ging zum Militär. Er spielte die nächsten Jahre für die Calgary Currie Army.
Nach einigen Spielzeiten in unteren Klassen wurde er Trainer bei den Oshawa Generals. Später stand er auch hinter der Bande der Pittsburgh Hornets, dem damaligen Farmteam der Toronto Maple Leafs, und bei den Calgary Stampeders.

## Sportliche Erfolge
- IHL-Champion: 1935

### Persönliche Auszeichnungen
- First All-Star Team: 1942
- Hart Memorial Trophy: 1942
- CNDHL First All-Star Team: 1943
- CNDHL Second All-Star Team: 1944
- Teilnahme am Benefizspiel zu Gunsten von Babe Siebert 1939